# Naum Alves de Sousa
Naum Alves de Souza (Pirajuí, 1 de junho de 1942 — São Paulo, 9 de abril de 2016) foi um diretor, cenógrafo, figurinista, artista plástico, dramaturgo e professor brasileiro. Naum teve destaque em teatro, televisão, cinema, ópera e balé.
Conquistou importantes prêmios teatrais brasileiros (como o Moliére, Mambembe, APCA e Ziembinsky). Mereceu três prêmios (Serviço Nacional do Teatro - SNT, Mambembe e APCA) pelos figurinos e quatro prêmios (Ziembinski, APCA, APETESP/Trófeu Zimba e Governador do Estado de São Paulo) pelo projeto cenográfico inspirado que concebeu para Macunaíma, encenação de Antunes Filho (1978). Pelo espetáculo No Natal a gente vem te buscar (1979) recebeu dois Moliéres: direção e autoria e o Troféu APCA: cenografia. Em 2012, o curta-metragem A Noite dos Palhaços Mudos, o roteiro foi adaptado por Juliano Luccas e Naum, conquista prêmio de Melhor Filme Internacional no Festival Videobabel no Peru.

## Biografia
De formação religiosa presbiteriana, completou o curso colegial clássico em Lucélia, no interior paulista, e depois cursou apenas um mês numa faculdade paulistana de psicologia.  No início dos anos 60, muda-se para São Paulo, onde dá aulas de educação artística e iniciação às artes plásticas para crianças e adolescentes. Mais tarde, por notório saber, deu aulas de cenografia na Escola de Comunicações e Artes da USP (ECA).
Em 1972, fundou o grupo teatral Pod Minoga, juntamente com seus alunos Carlos Moreno, Mira Haar, Flávio de Souza, Dionisio Jacob, Beto de Souza, Regina Wilke e Angela Grassi. Este grupo funcionou durante os anos 70  , produzindo diversas montagens experimentais. Estreou profissionalmente como cenógrafo e figurinista de El Grande de Coca-Cola, um musical americano dirigido por Luís Sérgio Person no Auditório Augusta, em 1974.
Criou e confeccionou os bonecos brasileiros da Vila Sésamo (1973 a 1977), entre eles Garibaldo e Gugu. Naum escreveu o especial Renato Aragão Especial. Foram dele os cenários e os figurinos do espetáculo Falso Brilhante da cantora Elis Regina e de Macunaíma, de Antunes Filho, em 1978.  Em 1986, Naum escreveu o roteiro de Romance da Empregada, filme de Bruno Barreto. Autor de peças como No Natal a gente vem te buscar, A Aurora da Minha Vida, Um Beijo, um Abraço, um Aperto de Mão e Suburbano Coração, Naum é um dos principais nomes do teatro nacional. Na televisão, dirigiu a série A Guerra dos Pintos, na Bandeirantes, em 1999.
Como diretor teatral dirigiu várias peças, entre elas Fernanda Montenegro no monólogo Dona Calcida (1987), A Flor do Meu Bem Querer (2004), Sopros de Vida (2010) e Longa Jornada Noite Adentro (2013). Escreveu artigos para as revistas Vogue, Claudia e Revista do Sesc, entre outras. Durante quase três anos teve uma coluna semanal de contos / crônicas no Diário Popular. Em 2000, foi co-cenógrafo da exposição Brasil 500 anos - módulos de arqueologia, arte indígena e bio-antropologia, realizada no Oca, no parque Ibirapuera, em São Paulo. Em 2005, dirigiu a remontagem da ópera Os Pescadores de Pérolas no Teatro Municipal de São Paulo. Em 2015, Naum lançou livro de contos Tirando a louca do armário & outras histórias.
Em 2012, esteve internado num hospital por complicações causadas por miastenia, uma doença neuromuscular. Naum morreu em 9 de abril de 2016, aos 73 anos.